# Wereldbeker noordse combinatie 2012/2013
De wereldbeker noordse combinatie 2012/2013 (officieel: FIS Nordic Combined World Cup presented by Viessmann) ging van start op 24 november 2012 in het Noorse Lillehammer en eindigde op 16 maart 2013 in de Noorse hoofdstad Oslo.
De vorig seizoen bedachte formats keerden dit seizoen terug. Zo werd er twee zogenaamde penaltyraces worden georganiseerd, hierbij wordt er geen tijdsachterstand berekend voor het langlaufen maar een achterstand in meters. Afhankelijk van het ontstane verschil na het schansspringen moeten de atleten een bepaalde afstand extra afleggen. Daarnaast bestond de slotwedstrijd, met de beste dertig van het wereldbekerklassement, uit twee sprongen en 15 kilometer langlaufen. Het gros van de wedstrijden bestond echter nog altijd uit één sprong van de schans gevolgd door 10 kilometer langlaufen. Op het programma stonden ook zes teamwedstrijden. Twee daarvan waren een klassieke teamwedstrijd, vier sprongen vanaf de schans gevolgd door vier keer 5 kilometer langlaufen. Daarnaast stond er vier keer een zogenaamde teamsprint op het programma, waarbij een team van twee atleten zes keer 2,5 kilometer moet langlaufen, nadat beiden eenmaal van de schans hebben gesprongen.
De FIS organiseerde enkel een wereldbeker voor mannen. De Duitser Eric Frenzel won de algemene wereldbeker. 

## Uitslagen

### Kalender
| Datum | Plaats      | Detail              | Eerste                                                               | Tweede                                                                         | Derde                                                                    |
| --- | ----------- | ------------------- | -------------------------------------------------------------------- | ------------------------------------------------------------------------------ | ------------------------------------------------------------------------ |
| 24/11/2012                                                                                                   | Lillehammer | HS106 + 10 km       | Magnus Moan                                                          | Jason Lamy-Chappuis                                                            | Bernhard Gruber                                                          |
| 25/11/2012                                                                                                   | Lillehammer | HS138 + Penaltyrace | Magnus Moan                                                          | Håvard Klemetsen                                                               | Eric Frenzel                                                             |
| 01/12/2012                                                                                                   | Kuusamo     | HS142 + 10 km       | Jason Lamy-Chappuis                                                  | Magnus Krog                                                                    | Sébastien Lacroix                                                        |
| 02/12/2012                                                                                                   | Kuusamo     | HS142 + 2 × 7,5 km  | Oostenrijk I Bernhard Gruber Mario Stecher                           | Noorwegen II Håvard Klemetsen Mikko Kokslien                                   | Frankrijk I Sébastien Lacroix Jason Lamy-Chappuis                        |
| 08/12/2012                                                                                                   | Erzurum     | HS140 + 10 km       | Afgelast                                                             | Afgelast                                                                       | Afgelast                                                                 |
| 09/12/2012                                                                                                   | Erzurum     | HS140 + 10 km       | Afgelast                                                             | Afgelast                                                                       | Afgelast                                                                 |
| 15/12/2012                                                                                                   | Ramsau      | HS98 + 10 km        | Magnus Moan                                                          | Mikko Kokslien                                                                 | Fabian Rießle                                                            |
| 16/12/2012                                                                                                   | Ramsau      | HS98 + 10 km        | Mikko Kokslien                                                       | Jason Lamy-Chappuis                                                            | Mario Stecher                                                            |
| 05/01/2013                                                                                                   | Schonach    | HS106 + 4 × 5 km    | Noorwegen Håvard Klemetsen Magnus Moan Mikko Kokslien Jørgen Gråbak  | Duitsland Johannes Rydzek Tino Edelmann Björn Kircheisen Eric Frenzel          | Verenigde Staten Bryan Fletcher Taylor Fletcher Todd Lodwick Bill Demong |
| 06/01/2013                                                                                                   | Schonach    | HS140 + 10 km       | Jason Lamy-Chappuis                                                  | Akito Watabe                                                                   | Magnus Moan                                                              |
| 12/01/2013                                                                                                   | Chaux-Neuve | HS118 + 10 km       | Tino Edelmann                                                        | Bernhard Gruber                                                                | Akito Watabe                                                             |
| 13/01/2013                                                                                                   | Chaux-Neuve | HS118 + 2 × 7,5 km  | Duitsland I Eric Frenzel Tino Edelmann                               | Noorwegen I Magnus Moan Jørgen Gråbak                                          | Frankrijk I Sébastien Lacroix Jason Lamy-Chappuis                        |
| 19/01/2013                                                                                                   | Seefeld     | HS100 + 10 km       | Eric Frenzel                                                         | Magnus Moan                                                                    | Tino Edelmann                                                            |
| 20/01/2013                                                                                                   | Seefeld     | HS100 + 10 km       | Eric Frenzel                                                         | Mikko Kokslien                                                                 | Taylor Fletcher                                                          |
| 26/01/2013                                                                                                   | Klingenthal | HS140 + 10 km       | Eric Frenzel                                                         | Tino Edelmann                                                                  | Wilhelm Denifl                                                           |
| 27/01/2013                                                                                                   | Klingenthal | HS140 + Penaltyrace | Eric Frenzel                                                         | Tino Edelmann                                                                  | Johannes Rydzek                                                          |
| 02/02/2013                                                                                                   | Sotsji      | HS140 + 10 km       | Bernhard Gruber                                                      | Eric Frenzel                                                                   | Wilhelm Denifl                                                           |
| 03/02/2013                                                                                                   | Sotsji      | HS140 + 4 × 5 km    | Duitsland Manuel Faißt Johannes Rydzek Björn Kircheisen Eric Frenzel | Frankrijk Sébastien Lacroix François Braud Maxime Laheurte Jason Lamy-Chappuis | Oostenrijk Bernhard Gruber Tomaz Druml Lukas Klapfer Wilhelm Denifl      |
| 09/02/2013                                                                                                   | Almaty      | HS140 + 10 km       | Björn Kircheisen                                                     | Akito Watabe                                                                   | Christoph Bieler                                                         |
| 10/02/2013                                                                                                   | Almaty      | HS140 + 10 km       | Christoph Bieler                                                     | Akito Watabe                                                                   | Miroslav Dvořák                                                          |
| 20 februari tot en met 3 maart 2013: WK noordse combinatie in Val di Fiemme (telt niet mee voor wereldbeker) |             |                     |                                                                      |                                                                                |                                                                          |
| 08/03/2013                                                                                                   | Lahti       | HS130 + 10 km       | Eric Frenzel                                                         | Akito Watabe                                                                   | Taihei Kato                                                              |
| 09/03/2013                                                                                                   | Lahti       | HS130 + 2 × 7,5 km  | Duitsland I Johannes Rydzek Eric Frenzel                             | Duitsland II Tino Edelmann Fabian Rießle                                       | Noorwegen I Håvard Klemetsen Mikko Kokslien                              |
| 15/03/2013                                                                                                   | Oslo        | HS134 + 10 km       | Eric Frenzel                                                         | Akito Watabe                                                                   | Yoshito Watabe                                                           |
| 16/03/2013                                                                                                   | Oslo        | HS134 + 15 km       | Jason Lamy-Chappuis                                                  | Eric Frenzel                                                                   | Wilhelm Denifl                                                           |

### Eindstanden
| Algemene wereldbeker        | Algemene wereldbeker | Algemene wereldbeker | Algemene wereldbeker |
| #                           | Atleet               | Land                 | Punten               |
| --------------------------- | -------------------- | -------------------- | -------------------- |
| 1                           | Eric Frenzel         | GER                  | 1.034                |
| 2                           | Jason Lamy-Chappuis  | FRA                  | 818                  |
| 3                           | Akito Watabe         | JPN                  | 721                  |
| 4                           | Bernhard Gruber      | AUT                  | 619                  |
| 5                           | Magnus Moan          | NOR                  | 592                  |
| 6                           | Tino Edelmann        | GER                  | 523                  |
| 7                           | Mikko Kokslien       | NOR                  | 454                  |
| 8                           | Wilhelm Denifl       | AUT                  | 418                  |
| 9                           | Johannes Rydzek      | GER                  | 407                  |
| 10                          | Sébastien Lacroix    | FRA                  | 403                  |
| Eindstand na 17 wedstrijden |                      |                      |                      |

| Landenklassement            | Landenklassement | Landenklassement |
| #                           | Land             | Punten           |
| --------------------------- | ---------------- | ---------------- |
| 1                           | Duitsland        | 4.105            |
| 2                           | Noorwegen        | 3.178            |
| 3                           | Oostenrijk       | 2.932            |
| 4                           | Frankrijk        | 2.460            |
| 5                           | Japan            | 2.236            |
| 6                           | Verenigde Staten | 1.287            |
| 7                           | Tsjechië         | 1.043            |
| 8                           | Slovenië         | 578              |
| 9                           | Finland          | 226              |
| 10                          | Italië           | 208              |
| Eindstand na 22 wedstrijden |                  |                  |